# Prix Gabrielle-Roy
Pour les articles homonymes, voir Gabrielle Roy (homonymie).
L'Association des littératures canadiennes et québécoise (ALCQ) décerne annuellement en l’honneur de Gabrielle Roy deux prix qui couronnent des ouvrages de critique littéraire, l'un en français, l'autre en anglais. Les prix sont attribués par deux jurys à qui sont soumis les ouvrages publiés au cours de l’année précédente. Peuvent concourir, sur proposition de l’éditeur, les ouvrages de critique publiés au Canada ou à l'étranger et portant sur la littérature canadienne ou québécoise. 

## Lauréats de la section francophone
- 1984 - Les cahiers de théâtre Jeu
- 1986 - Antoine Sirois et Yvette Francoli, Un homme et son péché / Claude-Henri Grignon
- 1987 - La revue Voix et images
- 1988 - André Brochu, La visée critique
- 1989 - Betty Bednarski, Autour de Ferron : littérature, traduction, altérité
- 1990 - Janet Paterson, Moments postmodernes dans le roman québécois
- 1991 - Robert Major, Jean Rivard, ou l’art de réussir : idéologies et utopie dans l’œuvre d’Antoine Gérin-Lajoie
- 1992 - Pierre Nepveu et Gilles Marcotte, Montréal imaginaire, ville et littérature
- 1993 - Yvon Rivard, Le bout cassé de tous les chemins
- 1994 - Nicole Fortin, Une littérature inventée : littérature québécoise et critique universitaire (1965-1975)
- 1995 - Normand Doiron, L’art de voyager : le déplacement à l’époque classique
- 1996 - Gilles Lapointe,  L’envol des signes. Borduas et ses lettres
- 1997 - Rainier Grutman, Des langues qui résonnent. L’hétérolinguisme au XIXe siècle québécois
- 1998 - Pierre Nepveu, Intérieurs du Nouveau Monde
- 1999 - Robert Major, Convoyages. Essais critiques
- 2000 - Françoise Lepage, Histoire de la littérature pour la jeunesse. Québec et francophonies du Canada
- 2001 - Lucie Hotte, Romans de la lecture, lecture du roman. L’inscription de la lecture
- 2002 - Lori Saint-Martin, La voyageuse et la prisonnière. Gabrielle Roy et la question des femmes
- 2003 - Giselle Huot, Juliette Lalonde-Rémillard et Pierre Trépanier, Lionel Groulx Correspondance 1894-1967, vol. III 1909-1915 : L’intellectuel et l’historien novices
- 2004 - Pierre Hébert et Élise Salaün, Censure et littérature au Québec. Des vieux couvents au plaisir de vivre, 1920-1959
- 2005 - Louise Ladouceur, Making the Scene. La traduction du théâtre d'une langue officielle à l'autre au Canada
- 2006 - Annette Hayward, La querelle du régionalisme au Québec (1904-1931). Vers l'autonomisation de la littérature québécoise
- 2007 - Michel Biron, François Dumont et Élisabeth Nardout-Lafarge, Histoire de la littérature québécoise
- 2008 - François Ouellet et François Paré, Louis Hamelin et ses doubles
- 2009 - Antoine Boisclair, L’école du regard. Poésie et peinture chez Saint-Denys Garneau, Roland Giguère et Robert Melançon
- 2010 - Catherine Leclerc, Des langues en partage ? Cohabitation du français et de l’anglais en littérature contemporaine
- 2011 - Karine Cellard, Leçons de littérature. Un siècle de manuels scolaires au Québec
- 2012 - Bernard Andrès, Histoires littéraires des Canadiens au XVIIIe siècle
- 2013 - Simon Nadeau, L’autre modernité
- 2014 - Patricia Smart, De Marie de l'Incarnation à Nelly Arcan. Se dire, se faire par l’écriture intime
- 2015 - Jimmy Thibeault, Des identités mouvantes. Se définir dans le context de la mondialisation
- 2016 - Alex Gagnon, La communauté du dehors. Imaginaire social et crimes célèbres au Québec (XIXe – XXe siècles)
- 2017 - Sophie Dubois, Refus global. Histoire d'une réception partielle
- 2018 - Adrien Rannaud, De l’amour et de l’audace. Femmes et roman au Québec dans les années 1930
- 2019 - Marie-Andrée Lamontagne, Anne Hébert, vivre pour écrire, Les Éditions du Boréal
- 2020 - Guy Poirier, Élise Lepage et Tara Collington, Le défi de la fragilité. Autour des essais de François Paré
- 2021 - Dominique Raymond, Échafaudages, squelettes et patrons de couturières. Essai sur la littérature à contraintes au Québec
- 2022 - Joséane Beaulieu-April et Stéphanie Roussel, Enjeux du contemporain en poésie au Québec
- 2023 - Isabella Huberman, Histoires souveraines : Poétiques du personnel dans les littératures autochtones au Québec

## Lauréats de la section anglophone
- 1984 - Shirley Neuman, «Allow Self, Portraying Self: Autobiography in Field Notes.»
- 1985 - Stephen Scobie (en)
- 1986 - Philip Stratford (en), All the Polarities
- 1987 - Barbara Godard (en), ed., Gynocritics: Feminist Approaches to Canadian and Quebec Women’s Writing / Gynocritiques : démarches féministes à l’écriture des canadiennes et québécoises
- 1988 - Canadian Literature (en)
- 1989 - Caroline Bayard, The New Poetics in Canada and Quebec: From Concretism to Postmodernism
- 1990 - Roy Miki (en), A Record of Writing: An Annotated and Illustrated Bibliography of George Bowering
- 1991 - Patricia Smart, Writing in the Father’s House: The Emergence of the Feminine in the Quebec Literary Tradition
- 1992 - Marlene Kadar, ed., Essays on Life Writing: From Genre to Critical Practice
- 1993 - Helen M. Buss, Mapping Our/Selves: Canadian Women’s Autobiography in English
- 1994 - Stan Dragland (en), Floating Voice: Duncan Campbell Scott and the Literature of Treaty 9
- 1995 - Christl Verduyn (en), Lifelines: Marian Engel’s Writings
- 1996 - Heather Murray, Working in English: History, Institution, Resources
- 1997 - Lien Chao, Beyond Silence: Chinese Canadian Literature
- 1998 - Susan Glickman (en), The Picturesque and the Sublime: A Poetics of the Canadian Landscape
- 1999 - Smaro Kamboureli (en), Scandalous Bodies: Diasporic Literature in English Canada
- 2000 - Fred Wah, Faking It: Poetics and Hybridity: Critical writing, 1984-1999
- 2001 - Roxanne Rimstead, Remnants of Nation: On Poverty Narratives by Women
- 2002 - Glenn Willmott, Unreal Country: Modernity in the Canadian Novel in English
- 2003 - David Williams, Imagined Nations: Reflections on Media in Canadian Fiction
- 2004 - Danielle Fuller, Writing the Everyday: Women's Textual Communities in Atlantic Canada
- 2005 - Nick Mount, When Canadian Literature Moved to New York
- 2006 - Sherry Simon, Translating Montreal: Episodes in the Life of a Divided City
- 2007 - Carole Gerson et Jacques Michon, History of the Book in Canada (1918-1980)
- 2008 - Reinhold Kramer, Mordecai Richler: Leaving St-Urbain
- 2009 - Di Brandt (en) et Barbara Godard (en), Wider Boundaries of Daring: The Modernist Impulse in Canadian Women’s Poetry
- 2010 - Carole Gerson, Canadian Women in Print, 1750-1918
- 2011 - Herb Wyile, Anne of Tim Hortons: Globalization and the Reshaping of Atlantic-Canadian Literature
- 2012 - Keavy Martin, Stories in a New Skin: Approaches to Inuit Literature
- 2013 - Paul Martin, Sanctioned Ignorance: The Politics of Knowledge Production and the Teaching of Literatures in Canada
- 2014 - Neal McLeod, Indigenous Poetics in Canada
- 2015 - Winfried Siemerling, The Black Atlantic Reconsidered: Black Canadian Writing, Cultural History, and the Presence of the Past
- 2016 - Candida Rifkind et Linda Warley (eds.), Canadian Graphic: Picturing Life Narratives
- 2017 - Allison Hargreaves, Violence Against Indigenous Women: Literature, Activism, Resistance
- 2018 - Rita Bode and Jean Mitchell (eds.), L.M. Montgomery and the Matter of Nature(s)
- 2019 - Jody Mason, Home Feelings: Liberal Citizenship and the Canadian Reading Camp Movement
- 2020 - Linda Morra, Moving Archives
- 2021 - Gregory Betts, Finding Nothing: The Vangardes, 1959-1975
- 2022 - Deanna Reder, Autobiography as Indigenous Intellectual Tradition: Cree and Métis âcimisowina
- 2023 - Nathalie Cooke et Shelley Boyd avec Alexia Moyer, Canadian Literary Fare